# Древо Жизни (скульптура)

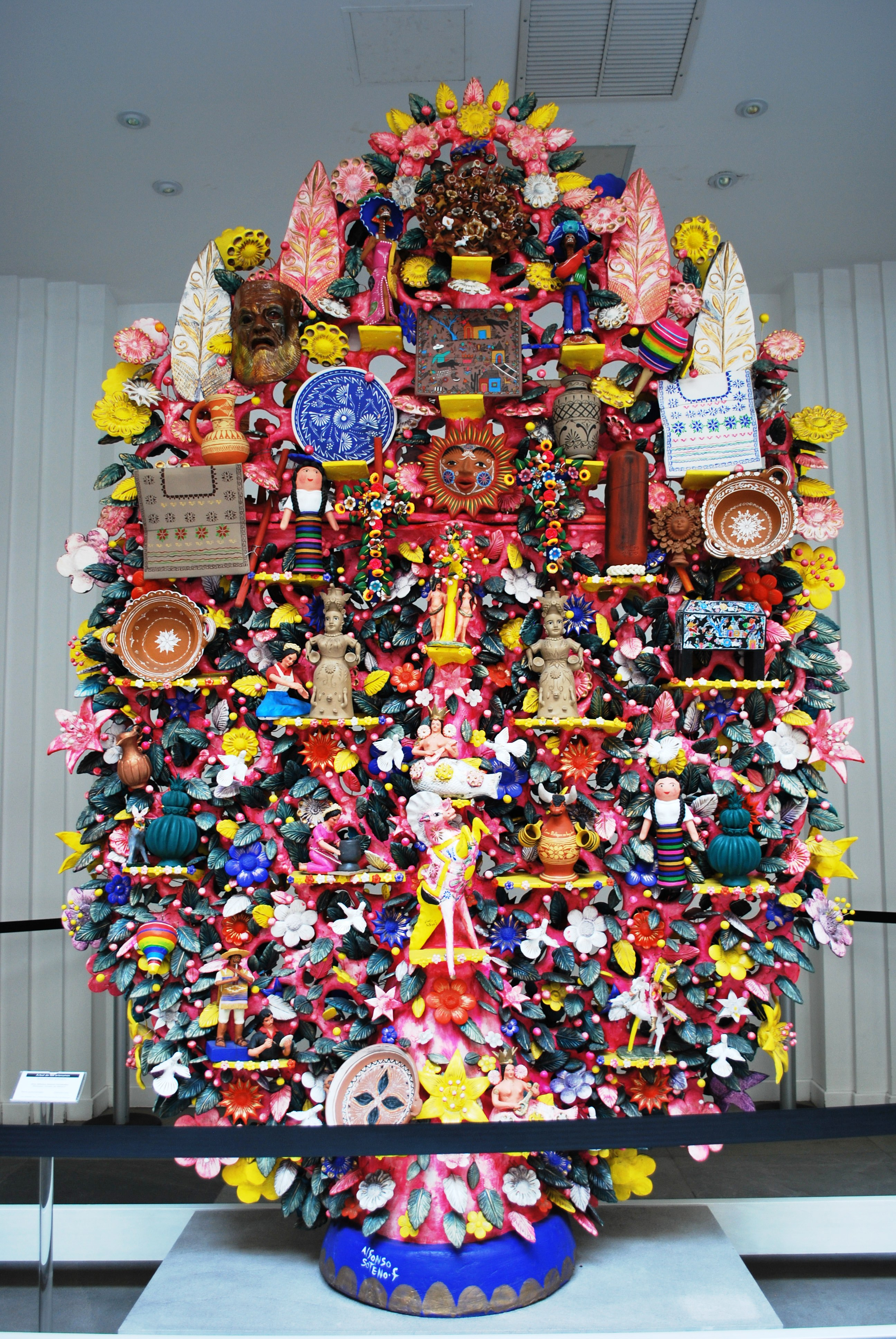
Древо жизни, созданное Оскаром Сотано и находящееся в Музее популярного искусства в Мехико.

Древо Жизни — разновидность глиняной скульптуры, распространённая в центральной Мексике, особенно в муниципалитете Метепек Штата Мехико.
Рисунки, изображенные на этих скульптурах, были созданы для обучения местных жителей христианской мифологии в ранний колониальный период. Изначально создание глиняных деревьев было традицией Исукар-де-Матамороса и Пуэбло, но сейчас данный вид искусства тесно ассоциируется с Метепеком. Традиционно, на данных скульптурах изображались конкретные библейские сцены, такие как Адам и Ева но в последнее время, появилась тенденция создания древ с рисунками, абсолютно не относящихся к библейской тематике.

## Происхождение искусства

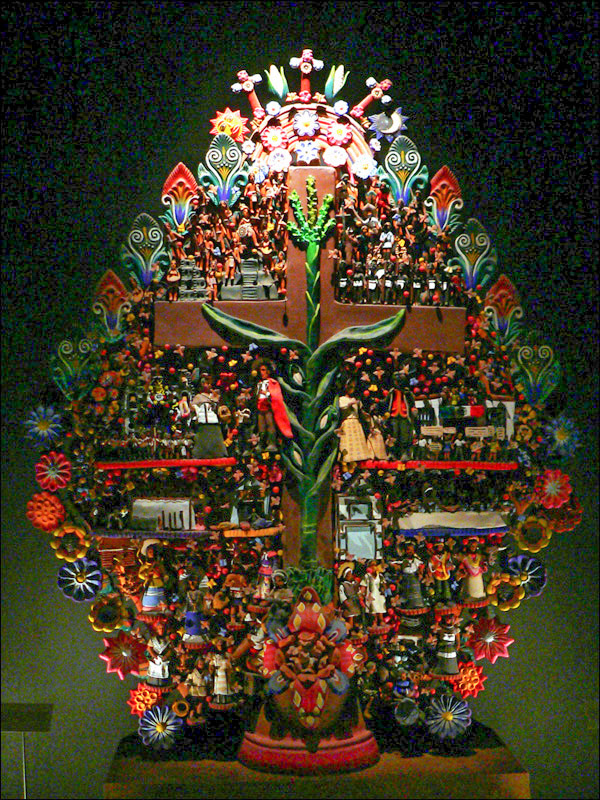
Древо жизни в Музее антропологии, Мехико

Искусство Древа Жизни являются частью национальных традиций в искусстве обработки глины и керамики в горных районах Мексики. Гончарное мастерство, в частности создание глиняных статуэток, в этой области зародилось где-то между 1800 и 1300 годами до н. э. Изображение на керамику стали наносить позже, вызвано это было приходом ольмеков. Около 800 года н. э. влияние Теотиуакана привнесло религиозных символизм в местные традиции. С тех пор, глиняное искусство Матлацинка продолжило развиваться под влиянием многих культур так как располагалось между Долиной Мехико и нынешними территориями штатов Морелос и Герреро
После испанского завоевания империи Ацтеков, странствующие монахи уничтожали культурное наследие покоренных народов, включая керамические изделия. Рисунки старых богов были закрашены, а на их месте нарисованы сцены из христианской мифологии. Изображения «Древа жизни» было одним из способов распространения христианства среди аборигенов
На протяжении большей части колониального периода керамические изделия в районе Мехико производились в основном для своего потребления. Керамика стала тем местом, где произошло слияния культуры аборигенов и культуры завоевателей. В начале двадцатого века приоритетной стала продажа Древ Жизни в качестве декоративных и даже иногда драгоценных предметов. В основном это были скульптуры с нерелигиозными рисунками, эти деревья имеют такие темы, как смерть или весна
Создание деревьев из глины с тематическими рисунками райского сада началось в Исукар-де-Матамороса в Штате Пуэбло и потом распространилось на другие области, в частности на Метепек, штат Мехико, «деревья» из которого отличались использованием ярких красок. Скульптуры деревьев стали символом данного муниципалитета и являются частью традиций глиняной лепки которые можно обнаружить только здесь. Также здесь распространены и другие глиняные скульптуры, такие как русалки, Пегасы, львы, петухи и прочее.